# Henry, Illinois
Henry är en ort i Marshall County, Illinois, USA.